# 1994年アジア競技大会
1994年アジア競技大会（1994ねんアジアきょうぎたいかい、12th Asian Games Hiroshima 1994）は1994年10月2日から16日まで広島県広島市で行われた第12回アジア競技大会である。
本大会は広島市への原子爆弾投下という特異な歴史がある広島で、アジア諸国間の平和と調和促進をテーマに開催された。当大会の首都以外での開催は初めてであった。

## 招致
1978年3月に、当時の広島市長であった荒木武が広島市議会で、大規模な国際的スポーツイベントを招致することを努力すべきであると表明したことから、市民から開催すべしとの世論が高まり、各種団体から決議が寄せられた。1980年1月に当時の広島県知事の宮澤弘や荒木らが協議し第11回アジア大会の広島招致が決定した。招致に必要となる日本政府の認定として1984年2月に「昭和65年第11回アジア競技大会の広島招致について」の閣議決定が行われた。
当初は11回（1990年）の開催を希望していたが、中華人民共和国も北京開催を希望したことから競合することになった。そのため1984年9月28日に韓国のソウルで開催されたアジアオリンピック評議会 (OCA) 総会で、OCA会長が「両都市とも過去の大会よりもすばらしい大会が出来る」として、仲裁により2大会連続をセットで開催を決定することになった。1994年開催を望んでいたインドネシアを支持する東南アジア諸国などは反対したが、賛成43、反対22、白票6で2大会連続の開催都市が決定された。

## 参加国・地域
旧ソ連から独立したカザフスタン、タジキスタン、ウズベキスタン、トルクメニスタン、キルギスの中央アジア5か国の初参加や、国の復興が始まったカンボジアの復帰などが注目された。北朝鮮の参加拒否やパレスチナ代表の不参加などの問題もあった。イラクは1990年のクウェート侵攻以来、参加資格が停止されており招待されなかった。
| - アフガニスタン - バーレーン - バングラデシュ - ブータン - ブルネイ - カンボジア - 中国 - イギリス領香港 - インド - インドネシア - イラン - 日本 - ヨルダン - カザフスタン | - 韓国 - クウェート - キルギス - ラオス - レバノン - ポルトガル領マカオ - マレーシア - モルディブ - モンゴル - ミャンマー - ネパール - オマーン - パキスタン - パレスチナ | - フィリピン - カタール - サウジアラビア - シンガポール - スリランカ - シリア - チャイニーズタイペイ - タジキスタン - タイ - トルクメニスタン - アラブ首長国連邦 - ウズベキスタン - ベトナム - イエメン |

### 参加国・地域人数
| IOC | 参加国・地域 | 人数 |
| --- | ------------ | ---- |

## 実施競技と日程
空手道と近代五種競技、前回大会ではデモンストレーション競技（公開競技）だった野球とソフトテニスが、今大会から正式種目に採用されている。
| ● | 開会式 |  | 大会日 | ● | 決勝 | ● | 閉会式 |

| 日付（10月）               | 1 土 | 2 日 | 3 月 | 4 火 | 5 水 | 6 木 | 7 金 | 8 土 | 9 日 | 10 月 | 11 火 | 12 水 | 13 木 | 14 金 | 15 土 | 16 日 | 金メダル   |
| -------------------------- | ---- | ---- | ---- | ---- | ---- | ---- | ---- | ---- | ---- | ----- | ----- | ----- | ----- | ----- | ----- | ----- | ---------- |
| アーチェリー               |      |      |      |      |      |      |      | 1    | 1    | 2     |       |       |       |       |       |       | 4          |
| 陸上競技                   |      |      |      |      |      |      |      |      | 2    | 4     | 7     | 3     |       | 10    | 9     | 8     | 43         |
| バドミントン               |      |      |      |      |      |      |      |      | 2    |       |       |       |       |       | 5     |       | 7          |
| 野球                       |      |      |      |      |      |      |      |      |      |       |       |       |       | 1     |       |       | 1          |
| バスケットボール           |      |      |      |      |      |      |      |      |      |       |       |       | 1     |       | 1     |       | 2          |
| ボウリング                 |      |      |      |      | 2    | 2    |      | 2    | 4    |       | 2     |       |       |       |       |       | 12         |
| ボクシング                 |      |      |      |      |      |      |      |      |      |       |       |       | 12    |       |       |       | 12         |
| カヌー                     |      |      |      |      |      |      |      |      | 7    | 6     |       |       |       |       |       |       | 13         |
| 自転車（トラックレース）   |      |      |      |      |      |      |      |      | 1    |       |       |       |       |       | 2     |       | 3          |
| 自転車（ロードレース）     |      |      |      |      |      |      |      |      |      |       |       | 2     | 2     | 3     |       |       | 7          |
| 飛込                       |      |      |      | 2    |      | 2    |      |      |      |       |       |       |       |       |       |       | 4          |
| 馬術                       |      |      | 1    |      | 1    |      | 1    |      | 1    |       |       |       |       |       |       |       | 46         |
| フェンシング               |      |      | 1    | 1    | 1    | 1    | 1    | 1    | 1    | 1     |       |       |       |       |       |       | 8          |
| ホッケー                   |      |      |      |      |      |      |      |      |      |       |       |       |       | 1     | 1     |       | 2          |
| サッカー                   |      |      |      |      |      |      |      |      |      |       |       | 1     |       |       |       | 1     | 2          |
| ゴルフ                     |      |      |      |      |      |      |      |      | 4    |       |       |       |       |       |       |       | 4          |
| 体操（体操競技）           |      |      | 1    | 1    | 2    | 10   |      |      |      |       |       |       |       |       |       |       | 14         |
| 体操（新体操）             |      |      |      |      |      |      |      |      |      | 1     |       |       |       |       |       |       | 2          |
| ハンドボール               |      |      |      |      |      |      |      |      |      |       |       |       | 1     | 1     |       |       | 2          |
| 柔道                       |      |      |      |      |      |      |      |      |      |       |       | 4     | 4     | 4     | 4     |       | 16         |
| カバディ                   |      |      |      |      |      |      |      |      |      |       |       |       |       | 1     |       |       | 1          |
| 空手道                     |      |      | 4    | 4    | 3    |      |      |      |      |       |       |       |       |       |       |       | 11         |
| 近代五種競技               |      |      |      |      |      |      |      |      |      |       | 2     |       |       |       |       |       | 2          |
| ボート競技                 |      |      |      |      |      |      |      |      |      | 12    |       |       |       |       |       |       | 12         |
| セーリング                 |      |      |      |      |      |      |      |      |      |       | 7     |       |       |       |       |       | 7          |
| セパタクロー               |      |      |      |      |      |      |      |      |      |       |       |       |       |       | 1     |       | 1          |
| 射撃                       |      |      |      |      |      |      | 4    | 6    | 4    | 2     | 4     | 4     | 6     | 4     |       |       | 34         |
| ソフトテニス               |      |      |      |      |      |      |      |      |      |       |       | 2     |       | 2     |       |       | 4          |
| ソフトボール               |      |      |      |      |      |      | 1    |      |      |       |       |       |       |       |       |       | 1          |
| 競泳                       |      |      | 4    | 5    | 5    | 5    | 6    | 6    |      |       |       |       |       |       |       |       | 31         |
| シンクロナイズドスイミング |      |      |      |      |      |      |      |      | 2    |       |       |       |       |       |       |       | 2          |
| 卓球                       |      |      |      |      |      |      |      | 1    | 1    |       |       |       | 3     | 2     |       |       | 7          |
| テコンドー                 |      |      |      |      |      |      |      | 4    | 4    |       |       |       |       |       |       |       | 8          |
| テニス                     |      |      |      |      |      | 1    | 1    |      |      |       |       |       | 5     |       |       |       | 7          |
| バレーボール               |      |      |      |      |      |      | 1    |      |      |       |       |       |       |       |       | 1     | 2          |
| 水球                       |      |      |      |      |      |      |      |      |      |       |       |       |       |       | 1     |       | 1          |
| ウエイトリフティング       |      |      | 3    | 3    | 3    | 2    | 2    | 2    | 2    | 2     |       |       |       |       |       |       | 19         |
| レスリング                 |      |      |      |      | 5    | 5    |      |      | 5    | 5     |       |       |       |       |       |       | 20         |
| 武術太極拳                 |      |      |      |      |      |      |      |      |      |       |       | 1     | 2     | 3     |       |       | 6          |
| 金メダル合計               |      |      | 14   | 16   | 22   | 28   | 17   | 23   | 41   | 35    | 22    | 17    | 36    | 32    | 24    | 10    | 337        |
| 開会式・閉会式             |      | ●    |      |      |      |      |      |      |      |       |       |       |       |       |       | ●     |            |
| 日付（10月）               | 1 土 | 2 日 | 3 月 | 4 火 | 5 水 | 6 木 | 7 金 | 8 土 | 9 日 | 10 月 | 11 火 | 12 水 | 13 木 | 14 金 | 15 土 | 16 日 | 金メダル数 |

## 各国・地域の獲得メダル数
| 順 | 国・地域             | 金  | 銀 | 銅 | 計  |
| -- | -------------------- | --- | -- | -- | --- |
| 1  | 中国                 | 125 | 83 | 58 | 266 |
| 2  | 日本                 | 64  | 75 | 79 | 218 |
| 3  | 韓国                 | 63  | 56 | 64 | 183 |
| 4  | カザフスタン         | 25  | 26 | 26 | 77  |
| 5  | ウズベキスタン       | 10  | 11 | 19 | 40  |
| 6  | イラン               | 9   | 9  | 8  | 26  |
| 7  | チャイニーズタイペイ | 7   | 12 | 24 | 41  |
| 8  | インド               | 4   | 3  | 15 | 22  |
| 9  | マレーシア           | 4   | 2  | 13 | 19  |
| 10 | カタール             | 4   | 1  | 15 | 20  |
| 11 | インドネシア         | 3   | 12 | 11 | 26  |
| 12 | タイ                 | 3   | 9  | 13 | 25  |
| 13 | シリア               | 3   | 3  | 1  | 7   |
| 14 | フィリピン           | 3   | 2  | 8  | 13  |
| 15 | クウェート           | 3   | 1  | 5  | 9   |
| 16 | サウジアラビア       | 1   | 3  | 5  | 9   |
| 17 | トルクメニスタン     | 1   | 3  | 3  | 7   |
| 18 | モンゴル             | 1   | 2  | 6  | 9   |
| 19 | ベトナム             | 1   | 2  | 0  | 3   |
| 20 | シンガポール         | 1   | 1  | 5  | 7   |
| 21 | イギリス領香港       | 0   | 5  | 7  | 12  |
| 22 | パキスタン           | 0   | 4  | 6  | 10  |
| 23 | キルギス             | 0   | 4  | 5  | 9   |
| 24 | ヨルダン             | 0   | 2  | 2  | 4   |
| 25 | アラブ首長国連邦     | 0   | 1  | 3  | 4   |
| 26 | ポルトガル領マカオ   | 0   | 1  | 1  | 2   |
| 26 | スリランカ           | 0   | 1  | 1  | 2   |
| 28 | バングラデシュ       | 0   | 1  | 0  | 1   |
| 29 | ブルネイ             | 0   | 0  | 2  | 2   |
| 29 | ミャンマー           | 0   | 0  | 2  | 2   |
| 29 | ネパール             | 0   | 0  | 2  | 2   |
| 29 | タジキスタン         | 0   | 0  | 2  | 2   |

## 話題

福山市にある漕艇競技開催記念モニュメントとして置かれているマスコット

聖火
聖火は、前回大会の北京で採火された「アジアの火」と、広島平和記念公園内の「平和の灯」の2つを集火したものが採用された。
大会マスコット
大会のイメージマスコットとして平和の象徴とされるハトを擬人化した「ポッポ」と「クック」が大会宣伝のため活躍した。男女ペアのマスコットはアジア大会史上初で、イラストレーターの松下進がデザインした。大会終了後も大会開催記念モニュメントとして広島市の流川通りなどに設置され、西風新都内のマンホール蓋にポッポとクックが刻まれている。
イメージソング
- 「Try-君がいるから」KATSUMI（イメージソング第1号）
- 「君を離さない」KATSUMI（イメージソング第2号）
- 「ヒロイン 〜あの日の涙を忘れない〜」岡村孝子（NHK大会中継イメージソング）
- 「俺色にそまれ」米米CLUB（TBS・RCC系大会中継イメージソング）

記念発行物
アジア大会開催を記念して郵政省（現在の日本郵便）が、1994年9月30日にセパタクローを描く50円切手1種と、3000m障害とシンクロナイズ・スイミングを描く80円切手2種類を発行している。
造幣局も1994年9月27日に記念貨幣「1994年アジア競技大会記念硬貨」として500円白銅貨3種を製造し発行している。
2代目OCA会長初のアジア大会
初代OCA会長を務めたシェイク・ファハド・アル＝サバーハは1990年イラクによるクウェート侵攻の際に死亡した。宮殿内の銃撃戦とブリティッシュエアウェイズ149便乗員拉致事件の2つの説がある。後任として1991年シェイク・アーマド・アル＝ファハド・アル＝サバーハが会長に就任し、新任会長による初のアジア大会となった。
貴賓
開会式に天皇皇后夫妻と皇太子夫妻が揃って出席したが、東京以外の地方開催行事で行幸と行啓の両方が実現したのは、1970年の日本万国博覧会以来のことであった。元々訪欧日程が入っていたため直前まで来広が困難な状況だったが、平岡敬が旧制京城中の後輩である成田豊電通社長を通じて鎌倉節宮内庁次長に天皇出席を訴えたことにより実現した。
台湾の李登輝総統がアジアオリンピック評議会から招待を受け開会式への出席を表明したが、中国の抗議により招待が取り消された。開会式には代わりに行政院副院長の徐立徳が出席した。
一館一国・地域応援事業
地区公民館単位で応援する参加国をそれぞれ決めて、住民がその国の歴史や文化を事前に学習し交流を深める事業。元々は小学校単位で考えていたが教職員組合との整合がとれず、公民館単位に切り替えた経緯がある。1998年長野オリンピックではこれを参考に「一校一国運動」「一店一国運動」が展開された。
その他
6万人が立ち去った競技場の観客席に「ごみひとつ」残されていなかったことを、各国の新聞が「恐るべし、日本民族」などの見出しで紹介した。

## 施設

### 環境整備
広島では大会開催と同時に都市インフラストラクチャー基盤の整備も期待されていた。折りしも1980年代後半からのバブル景気と重なって大規模な施設が新規で建てられることになった。官民による競技施設やインフラその他付帯施設含めた投資総額は1兆3,000億円と推定されている。
主会場となる広島広域公園陸上競技場（通称 ビッグアーチ）を中心とする広島広域公園と選手村が広島市安佐南区の丘陵地帯で開発された新興住宅地「西風新都」に整備されたほか、他にも競技会場の新設もしくは改装が行われた。また競技会場の一部が1996年開催のひろしま国体にも使われた。
交通インフラとして、都心部とを結ぶ広島高速交通広島新交通1号線（アストラムライン）が建設された。この路線は長楽寺駅までは当初から計画されていたが、開催決定を受けて主会場のある広域公園前駅まで建設区間が延長になった。また世界からの航空アクセスとして、旧広島空港（現在の広島西飛行場）の誘導路が設置できないなど拡張の余地がなかったことから、大型機が離着陸できる3000m滑走路を持つ広島空港が1993年に開港した。

### 競技会場
主会場は広島市に集中していたが、一部施設がひろしま国体でも使われる予定であったため、広島県内各地でも開催された。特に漕艇とサッカー女子が広島市から100km離れた福山市で開催されたため、選手と役員の宿舎として福山市にある一般ホテル2つを借り上げて選手村「福山分村」が設置された。自転車のチームロード種目が山口県の宇部伊佐専用道路で開催された。現在、それぞれの競技会場にその記念としてモニュメントが設置されている。
競技施設
国：ひろしま国体会場に◯
| 会場名                                                     | 競技                                                            | 国 |
| ---------------------------------------------------------- | --------------------------------------------------------------- | -- |
| 広島広域公園陸上競技場                                     | - 開閉会式 - 陸上 - サッカー（決勝） - マラソン（スタート地点） | ◯  |
| 広島広域公園第一球技場                                     | - サッカー（予選）                                              | ◯  |
| 広島広域公園第二球技場                                     | - ホッケー                                                      | ◯  |
| 広島広域公園陸上競技場 →廿日市・宮島国道 →広島平和記念公園 | - マラソンコース                                                |    |
| 広島広域公園テニスコート                                   | - テニス                                                        |    |
| 広島市民球場                                               | - 野球                                                          |    |
| 広島県営球場                                               | - 野球                                                          |    |
| 広島競輪場                                                 | - 自転車（トラック）                                            | ◯  |
| 広島サンプラザ                                             | - 新体操 - 柔道                                                 | ◯  |
| 広島市総合屋内プール                                       | - 水泳                                                          | ◯  |
| 広島修道大学第2グラウンド                                  | - ソフトボール                                                  |    |
| 広島工業大学鶴記念体育館                                   | - バドミントン                                                  |    |
| 広島工業大学沼田校舎大馬場                                 | - 馬術                                                          |    |
| 広島経済大学石田記念体育館                                 | - バスケットボール                                              |    |
| 広島県立総合体育館                                         | - バレーボール - 体操                                           | ◯  |
| 中区スポーツセンター                                       | - ボクシング                                                    | ◯  |
| 東区スポーツセンター                                       | - ハンドボール                                                  | ◯  |
| 安芸区スポーツセンター                                     | - 空手 - テコンドー - 武術太極拳                                | ◯  |
| 佐伯区スポーツセンター                                     | - セパタクロー - 重量挙げ                                       | ◯  |
| 安佐北区スポーツセンター                                   | - 卓球                                                          | ◯  |
| 広島西部丘陵都市クレー射撃場                               | - 射撃                                                          |    |
| 西区商工センター                                           | - 競歩（周回コース）                                            |    |
| 広電ボウル                                                 | - ボウリング                                                    |    |
| 広島港観音地区マリーナ沖合い                               | - ヨット                                                        | ◯  |
| 広島市中央庭球場                                           | - ソフトテニス                                                  |    |
| 瀬野川公園                                                 | - アーチェリー                                                  |    |

| 会場名                            | 競技                      | 開催地                      | 国 |
| --------------------------------- | ------------------------- | --------------------------- | -- |
| 大竹市総合体育館                  | - バスケットボール        | 大竹市                      | ◯  |
| 呉二河球場                        | - 野球                    | 呉市                        | ◯  |
| 八千代湖（人造湖）                | - カヌー                  | 高田郡八千代町 現安芸高田市 | ◯  |
| つつがライフル射撃場              | - 射撃                    | 山県郡筒賀村 現安芸太田町   | ◯  |
| 広島カンツリー倶楽部 八本松コース | - ゴルフ                  | 東広島市                    |    |
| 東広島運動公園体育館              | - レスリング              | 東広島市                    | ◯  |
| 広島県立中央森林公園              | - 自転車個人ロード        | 三原市                      |    |
| 三原リージョンプラザ              | - フェンシング - 近代五種 | 三原市                      | ◯  |
| みよし運動公園陸上競技場          | - サッカー（予選）        | 三次市                      |    |
| 広島県立びんご運動公園 陸上競技場 | - サッカー（予選）        | 尾道市                      |    |
| 福山市竹ヶ端運動公園 陸上競技場   | - サッカー（女子）        | 福山市                      |    |
| 芦田川漕艇場                      | - 漕艇                    | 福山市                      | ◯  |
| 宇部伊佐専用道路                  | - 自転車チームロード      | 山口県宇部市                |    |

その他関連施設
- 選手村 - 西風新都（福山分村:福山キャッスルホテル・福山ワシントンホテル）
- メインプレスセンター　- 広島県立広島産業会館・南区民文化センター
- 大会本部 - リーガロイヤルホテル広島

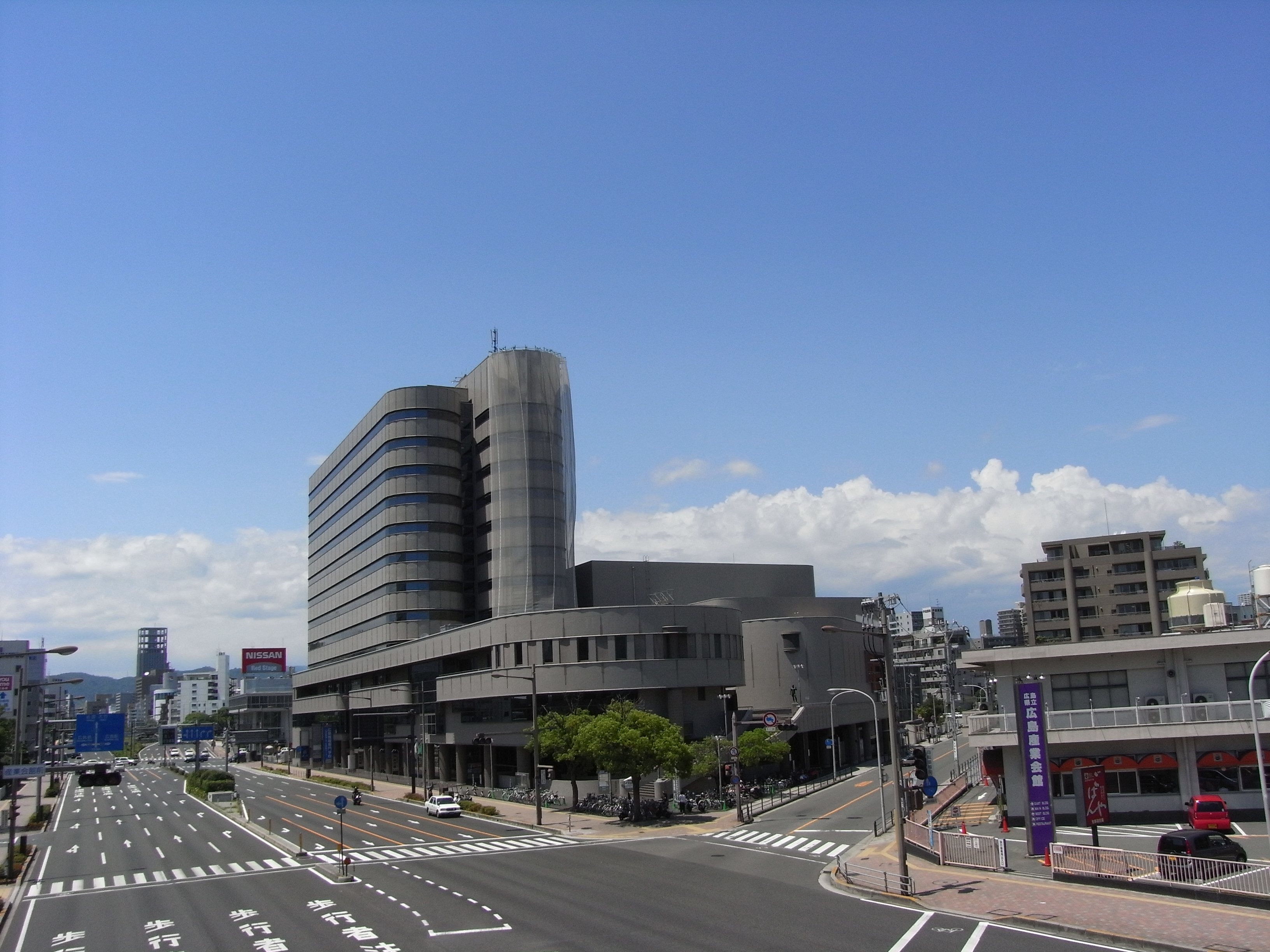
広島県立広島産業会館
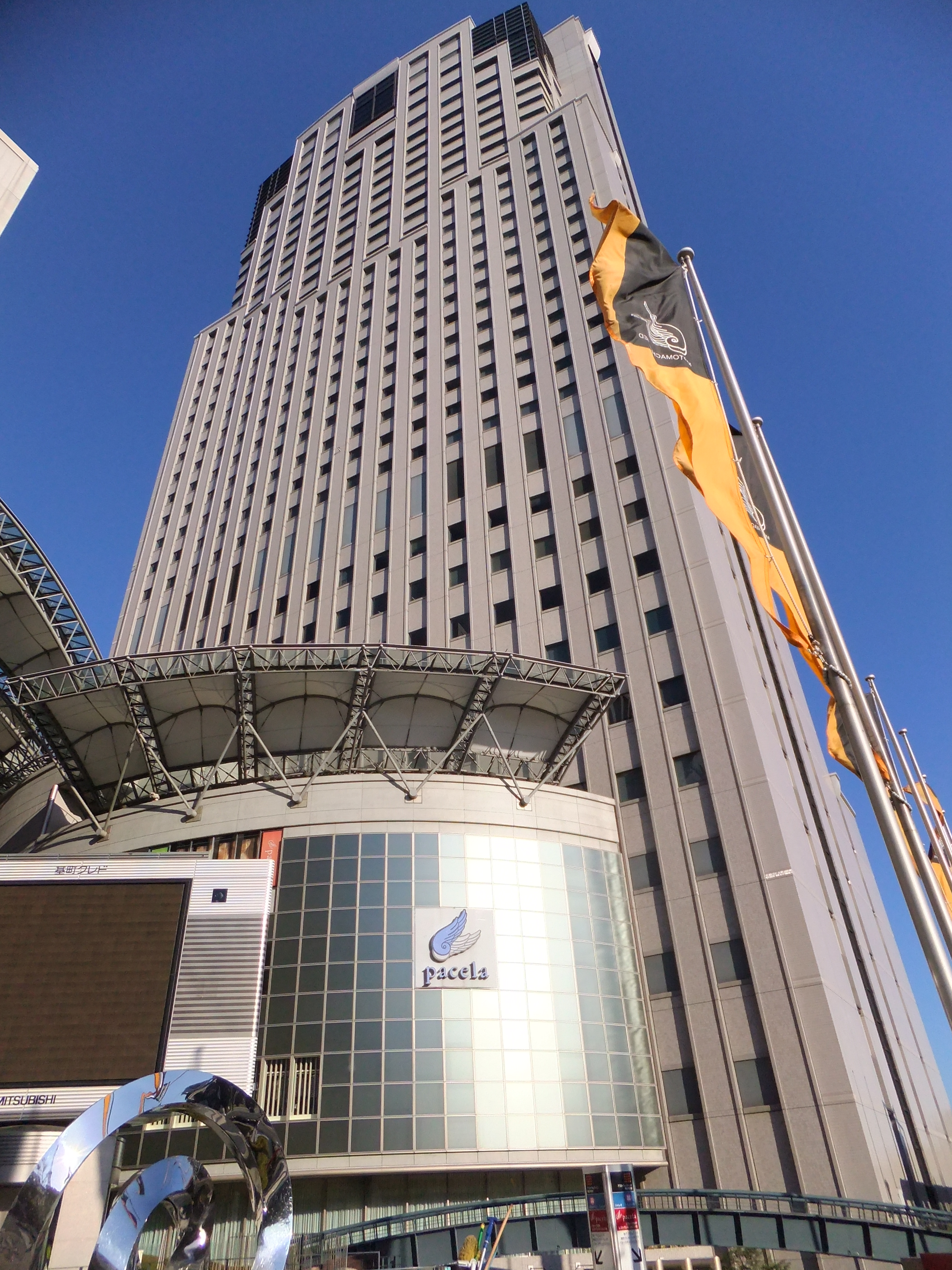
リーガロイヤルホテル広島

## 事件・事故
- 広島新交通システム橋桁落下事故。アストラムライン建設が今大会に向け突貫工事のさなか、1991年3月14日に設置作業中の橋桁が落下し14人が死亡し9人が重軽傷した。
- 大会期間中、あるいは大会終了後にイランやバングラデシュなど複数の国の選手および報道関係者10数人が行方不明になる事件が発生した[4]。日本国内での就労のための不法滞在が目的と見られている[要出典]。
- 馬俊仁コーチ率いる中国女子陸上選手の「馬軍団」と中国女子水泳チームの「魚軍団」など中国選手団が活躍したが、その後の検査で多くの選手がドーピングしていたことが発覚、中国が獲得したメダルのうち金15、銀7、銅1の合計23個が剥奪された[5][6][7]。
- 朝日新聞社が中央アジア某国のロシア人選手がロシアへの移住資金確保のために広島市内の某貨幣商に売却し「金メダルが10万円、銀メダルが5万円で売り出されている」ことを報道したが、この記事を執筆した記者が選手から相談され、この貨幣商を紹介していたことが発覚、朝日新聞社は後にこの記者と編集員を「売却の場にいた事実に触れていなかった、不適切」であったとして処分した。[要出典]
- 選手村で用意されていたキムチが早々なくなり品切れとなった。これを韓国の京郷新聞が「日本が韓国の成績を上回るため、キムチをなくして選手のやる気を削いだ陰謀」として報じている[8]。

## その後
大会開催と前後してバブルが崩壊し不況となり、施設の維持が地元自治体の財政を圧迫した。メイン会場の広島広域公園陸上競技場は、当初2002 FIFAワールドカップの会場として立候補するも、改修費用が高額になるため断念した。施設運用も都市部に偏り、不況から大きな大会は開催出来ず、これらの施設は「宝の持ち腐れ」状態が続いた。
2010年にはこれらの施設を用いることを前提としたヒロシマ・オリンピック構想が提案されたが、2011年4月14日に正式に断念した。
次の日本開催は、愛知県と名古屋市が共催する2026年アジア競技大会である。